# باب مامادو ضيوف
باب مامادو ضيوف (بالفرنسية: Pape Mamadou Diouf)‏ (31 ديسمبر 1982 بداكار في السنغال - ) هو لاعب كرة قدم سنغالي في مركز حراسة المرمى. شارك مع منتخب السنغال لكرة القدم. أما مع النوادي، فقد لعب مع نادي تولون ونادي جان دارك وFC Montceau Bourgogne ‏ وFC Vesoul ‏.

## وصلات خارجية
- باب مامادو ضيوف على موقع الاتحاد الدولي (مؤرشف)  (الإنجليزية)
- باب مامادو ضيوف على موقع قاعدة بيانات كرة القدم.إي يو (الإنجليزية)
- باب مامادو ضيوف على موقع ليكيب (الفرنسية)
- باب مامادو ضيوف على موقع ناشيونال فوتبول تيمز (الإنجليزية)
- باب مامادو ضيوف على موقع عالم كرة القدم.نت (الإنجليزية)